# Créanciers
Créanciers (Fordringsägare) est une pièce de théâtre, une tragi-comédie, d'August Strindberg écrite en suédois en août et septembre 1888, publiée en danois en 1889 et créée au Dagmar Theatre à Copenhague le 9 mars 1889. 
En 1891, Strindberg accuse Henrik Ibsen de plagiat pour sa pièce Hedda Gabler.  
En France, Lugné-Poe crée la pièce le 21 juin 1894 dans une version légèrement abrégée. En 2005 le théâtre de l'Atelier recrée la pièce avec une mise en scène d'Hélène Vincent.  
En 2018, une nouvelle version française, traduite et adapté par Alain et Guy Zilberstein sous le titre Les Créanciers, et mise en scène par Anne Kessler, a été jouée à la Comédie-Française entre le 20 juin et le 8 juillet.

## Personnages
- Tekla
- Adolf, son mari, peintre
- Gustaf, son précédent mari

## Argument
Un ex-mari manipule le nouvel époux qui ne sait pas à qui il a affaire, le faisant mortellement douter de la fidélité de sa femme.